# 1852 في المملكة المتحدة
فيما يلي قوائم الأحداث التي وقعت خلال عام 1852 في المملكة المتحدة.

## سياسة

### تعيين في المنصب
- 23 فبراير – إدوارد سميث ستانلي رئيس وزراء المملكة المتحدة.
- 19 ديسمبر – جورج هاملتون غوردون رئيس وزراء المملكة المتحدة.
- 28 ديسمبر – لورد بالمرستون وزير الدولة للشؤون الداخلية [الإنجليزية]‏.

### انتهاء فترة المنصب
- 23 فبراير – جون رسل رئيس وزراء المملكة المتحدة.
- 19 ديسمبر – إدوارد سميث ستانلي رئيس وزراء المملكة المتحدة.

## مواليد

### مايو
- 4 مايو – أليس ليدل

### يونيو
- 27 يونيو – دانيل بورلي ولفول مدرب كرة قدم من المملكة المتحدة.

### يوليو
- 2 يوليو – ويليام برنسايد رياضياتي من المملكة المتحدة.

### سبتمبر
- 9 سبتمبر – جون هنري بوينتنج
- 12 سبتمبر – هربرت أسكويث
- 21 سبتمبر – إدموند لايتون رسام من المملكة المتحدة.
- 28 سبتمبر – جون فرنش

### أكتوبر
- 2 أكتوبر – وليام رامزي

### نوفمبر
- 2 نوفمبر – جون نيوبورت لانغلي عالم وظائف أعضاء من المملكة المتحدة.

## وفيات

### يناير
- 1 يناير – ألكسندر والكر (مواليد 1779)

### مايو
- 14 مايو – والتر هانكوك (مواليد 1799) مهندس من المملكة المتحدة.
- 15 مايو – لويزا آدامز (مواليد 1775) سياسية من الولايات المتحدة الأمريكية.

### أغسطس
- 14 سبتمبر – أغسطس ويلبي نورثمور بوجن (مواليد 1812) مهندس معماري من المملكة المتحدة.

### سبتمبر
- 14 سبتمبر – أغسطس ويلبي نورثمور بوجن (مواليد 1812) مهندس معماري من المملكة المتحدة.

### أكتوبر
- 16 أكتوبر – جورج إيفانز (مواليد 1780) مستكشف أسترالي.

### نوفمبر
- 27 نوفمبر – آدا لوفلايس (مواليد 1815) عالمة رياضيات إنجليزية، تعتبر أول مبرمجة حاسوب.

### ديسمبر
- 16 ديسمبر – صموئيل لي (مواليد 1783)